# Patricia Bergquist
Patricia Rose Bergquist (Auckland, 10 marzo 1933 – 9 settembre 2009) è stata una zoologa neozelandese.
Bergquist ha intrapreso gli studi di dottorato ad Auckland, ottenendo il suo dottorato di ricerca, sotto la supervisione di William Roy McGregor e John Morton, sulla tassonomia dei poriferi nel 1961.
Dopo il dottorato trascorse un periodo di studi negli Stati Uniti, inizialmente alla Yale University, dove si formò come esperta tassonomista. 
Rientrata in patria lavorò presso la Università di Auckland occupandosi di anatomia, tassonomia e zoologia e focalizzando i suoi studi sulle spugne.
Nel 1993 venne insignita del titolo onorifico di Dama di Commenda dell'Ordine dell'Impero Britannico per i suoi contributi alla scienza.
Era Professoressa Emerita di Zoologia presso l'Università di Auckland.

## Alcune pubblicazioni
- The Morphology and Behaviour of Larvae of Some Intertidal Sponges 1967 (in collaborazione con Mary E. Sinclair).
- The  marine fauna of New Zealand: Porifera, Demospongiae, 1968
- Shallow water demospongiae from Heron Island, 1969
- Sponges, 1979